# Acacia saxatilis
Acacia saxatilis — вид квіткових рослин з родини бобових. Ареал: Австралія (Західна Австралія).

## Середовище
Росте на глинистих, суглинистих, піщаних та гравійно-піщаних глинистих ґрунтах, зазвичай є частиною відкритих евкаліптових лісових угруповань.

## Біоморфологічна характеристика
Цей кущ зазвичай виростає до висоти від 0,8 до 2,5 метрів. Голі та кутасті гілочки мають опадні прилистки. Філодні листки від тьмяно-сіро-зелених до блакитних, мають вузько-довгасту форму, у довжину від 1,5 до 4 см і вшир від 4 до 7 мм, з непомітною центральною жилкою та без бічних жилок. Цвіте з вересня по жовтень жовтими квітками. Прості суцвіття розташовані на двоголових китицях і мають кулясті квіткові головки діаметром від 4 до 6,5 мм, які містять від 27 до 35 золотистих квіток. Після цвітіння формуються міцні стручки лінійної форми, які піднімаються над насінням. Злегка хвилясті та голі стручки вигнуті або утворюють спіраль завдовжки до 4 см і вшир від 2,5 до 3 мм, і вкриті дрібним білим порошкоподібним нальотом. Блискуче насіння всередині має еліптичну або довгасто-еліптичну форму, завдовжки від 2 до 2,5 мм.